# Botschaft Burundis in Berlin

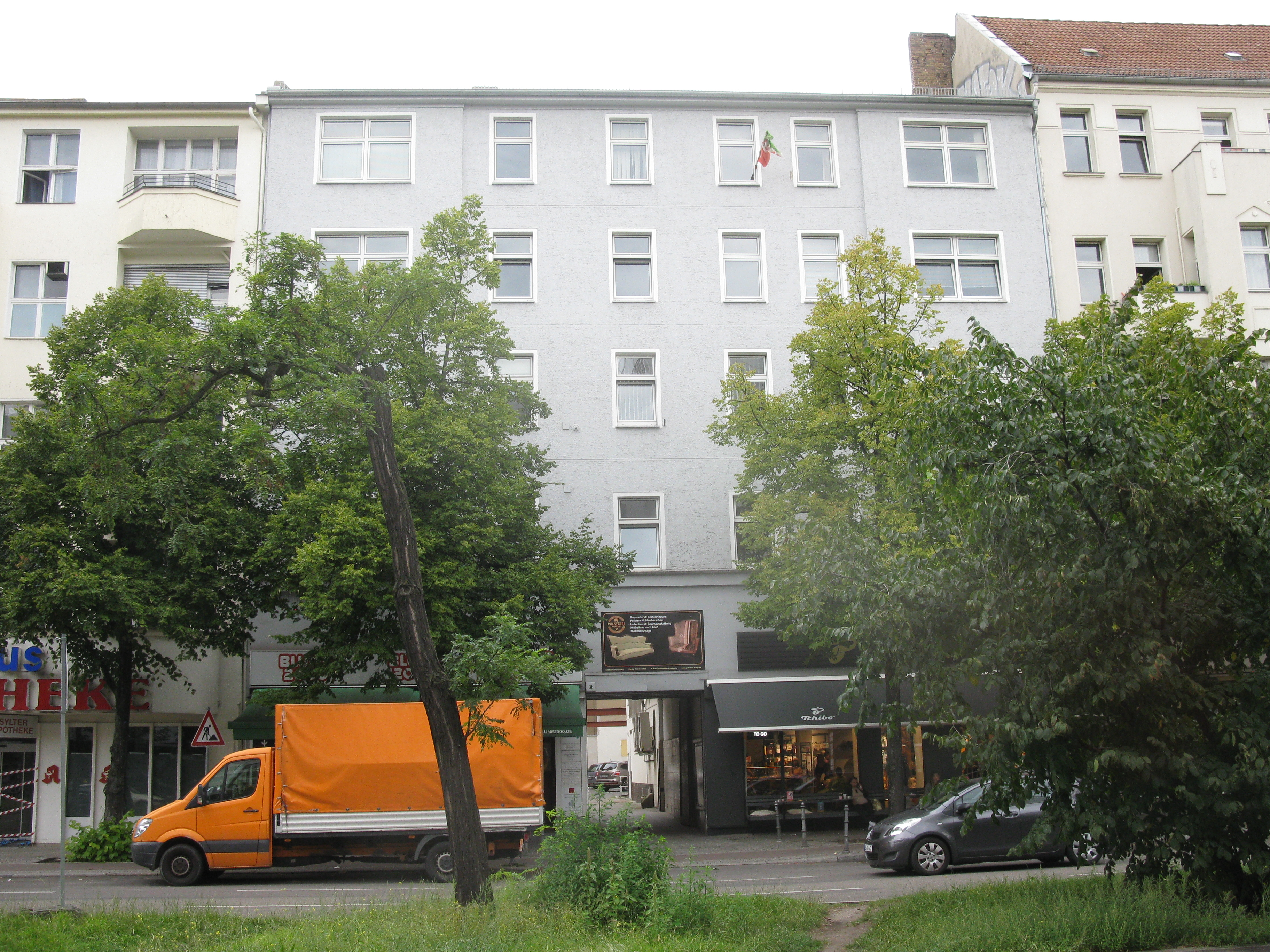
Botschaftssitz Berliner Straße 36

Die Botschaft Burundis in Berlin ist die diplomatische Vertretung der Republik Burundi in Deutschland. Sie befindet sich in der Berliner Straße 36 im Ortsteil Wilmersdorf des Bezirks Charlottenburg-Wilmersdorf.
Botschafterin ist seit dem 14. Februar 2024 Annonciata Sendazirasa.
Burundi unterhält keine Konsulate in Deutschland.

## Geschichte der diplomatischen Beziehungen
Burundi und Ruanda wurden als Teile des belgischen UN-Treuhandgebiets Ruanda-Urundi am 1. Juli 1962 unabhängig.
Am 24. Januar 1963 nahmen Burundi und die Bundesrepublik Deutschland diplomatische Beziehungen auf. Die Botschaft befand sich in der Mainzer Straße 174 in Bonn-Bad Godesberg. Aufgrund des Umzugs von Bundestag und Regierung nach Berlin verlegte auch die Botschaft Burundis im August 2002 ihren Sitz in die neue deutsche Hauptstadt in die Berliner Straße 36 in Berlin-Wilmersdorf.
Seit dem 7. Dezember 1972 bestanden diplomatische Beziehungen zwischen Burundi und der DDR. Sie endeten mit der deutschen Wiedervereinigung im Jahr 1990. Der Botschafter Burundis in Bukarest und ab 1988 der in Moskau war in der DDR zweitakkreditiert.

## Botschafter (seit 2012)
- 2012, 7. November: Edouard Bizimana[7]
- 2016, 6. Juli: Else Nizigama Ntamagiro[8]
- 2021, 21. Juni: Appolonie Nibona[9]
- 2024, 14. Februar: Annonciata Sendazirasa[10]

## Gebäude
Die Botschaft Burundis befindet sich in einem Wohn- und Geschäftshaus in der Berliner Straße 36 in Berlin-Wilmersdorf.